# Valentin Koezin
Valentin Jegorovitsj Koezin (Russisch: Валентин Егорович Кузин) (Novosibirsk, 23 september 1926 - Moskou, 13 augustus 1994) was een Sovjet-Russisch ijshockeyer. 
In 1954 werd Koezin met de Sovjet-ploeg wereldkampioen.
Koezin won tijdens de Olympische Winterspelen 1956 in Cortina d'Ampezzo de gouden olympische medaille, dit toernooi was ook als wereldkampioenschap aangemerkt. 